# Istoric
Un istoric este o persoană care se ocupă de istorie.
În epoca antică, între cei mai importanți istorici au fost Herodot, Plutarh, Sima Qian, Tucidide și Suetonius.
Din istoricii contemporani, merită a fi menționați Isaiah Berlin, Winston Churchill și Michel Foucault.
În zilele noastre, profesia de istoric a devenit o componentă indispensabilă a vieții sociale, istoricii participând la procesul de elaborare și promovare a politicilor de stat, în realizarea programelor economice și sociale. În baza metodelor științifice, specialiștii în istorie sunt capabili să studieze fenomenele și procesele realității sociale; să stabilească diagnoza problemelor sociale și să propună soluții practice; să evalueze eficiența diferitelor activități și să realizeze o pronosticare a dinamicii sistemelor sociale.